# Vasāvad
Vasāvad är en ort i Indien.   Den ligger i distriktet Rājkot och delstaten Gujarat, i den västra delen av landet, 1 000 km sydväst om huvudstaden New Delhi. Vasāvad ligger 142 meter över havet och antalet invånare är 4 005.
Terrängen runt Vasāvad är platt. Runt Vasāvad är det ganska tätbefolkat, med 166 invånare per kvadratkilometer. Det finns inga andra samhällen i närheten. Trakten runt Vasāvad består till största delen av jordbruksmark.